# Apiomeris albicornis
Apiomeris albicornis är en mångfotingart som beskrevs av Pocock 1894. Apiomeris albicornis ingår i släktet Apiomeris och familjen klotdubbelfotingar. Inga underarter finns listade i Catalogue of Life.